# Borne fleurdelysée no 28 (Grandpuits-Bailly-Carrois)
La borne fleurdelysée no 28 est un monument situé à Grandpuits-Bailly-Carrois, en France.

## Description
Le monument est conservé  à Grandpuits-Bailly-Carrois, sur la route départementale 619.

## Historique
La borne a été érigée au XIXe siècle, sur le territoire de l'ancienne commune de Grandpuits.
Le monument est classé au titre des monuments historiques depuis le 24 avril 1964.